# Escape from Tarkov
『Escape from Tarkov』（エスケープ フロム タルコフ）は、Battlestate Gamesによって開発されているロシアのファーストパーソン・シューティングゲームである。2016年12月28日にクローズドα版が特定のユーザーに公開され、2017年7月からはクローズドβが開始されている。

## 概要
政治的混乱から紛争状態に陥り隔離され、無法地帯となったロシア北西部に位置する架空の経済特区「Norvinsk」（ノルヴィンスク）の都市「Tarkov」（タルコフ）が舞台となっている。プレイヤーはTarkovに取り残されてしまった民間軍事会社（PMC）の一員となり、封鎖線を突破しTarkovから脱出することを目指して、戦闘を行いながら生存に必要な物資と情報を集めていく。

## ゲーム内容
『Escape from Tarkov』はハードコアかつリアリスティックなゲームプレイを特徴としている。レイドと呼ばれるマッチ内で死ぬと身に着けていたものやそれまでに見つけたものを（一部の例外を除いて）全て失ってしまう。受けたダメージの治療にも、資金、アイテム、時間のいずれかを必要とする。さらに、銃器や弾丸の挙動の高い再現性など他のFPSゲームにはあまり見られない現実的で難易度を上げるシステムが多く採用されている。

### ゲームの目的
メインモードである「レイド」のルールは簡単で、マップのランダムな場所からスタートし、敵NPCやレイドに参加した他プレイヤーと争いながら、指定された脱出地点に到達できればレイド成功となる。
脱出に成功したプレイヤーはレイド中に入手したアイテムと経験値を持ち帰ることができ、次のレイドに向けて物資や装備を備えるのが長期の目的となる。
レイド中に死亡した場合、基本的にはそのレイドに持ち込んだ装備品を含む全アイテムをその場にドロップしてレイドから退出する。失ったアイテムは事前に保険に加入しておくことで後から回収できる可能性があるが、他のプレイヤーが略奪して持ち帰ったアイテムは保険対象外となり戻ってこない。
よってレイドからの脱出にプレイヤー間の戦闘は必ずしも必要ないルールではあるが、後述のシビアな戦闘システムと略奪による一攫千金の組合せにより、プレイヤーが自然と争う設計となっている。

### 画面表示
『Escape from Tarkov』のプレイ画面に表示される情報はきわめて限定的である。他の一般的なFPSゲームでは表示されることが多い、自分の現在位置や向きを示すマップと方角、装備している銃の残弾数などはすべて表示されない。残弾数を確認する場合には、一度マガジンを取り外して確認する動作を行うため時間がかかる上に、おおよその弾数しか表示されない。手榴弾などを投擲する場合、他のゲームでは投擲物の軌道や着地点、効果範囲などの予測が表示されることが多いが、このゲームでは表示されない。
同様に、一般的なFPSゲームでは明確に表示されることの多いヒットエフェクトや被弾エフェクト、そして「敵を倒した」というようなログなどの表示も一切されない。そのため、プレイヤーはゲーム的に単純化された画面表示によってではなく、銃撃などで倒れこむ姿や敵の血痕やうめき声といったような、より直接的であいまいな情報をもとに判断を行う必要がある。

### 銃器の挙動
『Escape from Tarkov』では、リロードは装着されているマガジンを手持ちの予備と交換するか、もしくは所持している実包を装填することでできる。つまり、現実の銃器同様、あらかじめ実包をマガジンにロードした予備のマガジンか、実包自体をポケットやベストの中に持っておく必要がある。戦闘中に弾薬を消費しマガジンが空になった場合はそのマガジンに実包を詰め直す操作を行わなければならず、この作業には非常に時間がかかりその間はまったくの無防備になるため、プレイヤーは出撃前にロード済みの予備マガジンを必要な量持って出撃することになる。マガジンと実包はともに独立したアイテムとなっており、実包のサイズさえ合っていれば複数種のものを混ぜてロードすることもできる。ただし銃器に適応しない弾薬を誤って込めてしまった場合、射撃できなくなることもある。また現実の銃器同様、後からロードした弾が先に発射される。
『Escape from Tarkov』では、弾薬の性能によってダメージやアーマーに対する貫通力、砲口初速だけでなく、反動や着弾精度まで変わることがある。つまり、銃の実際の性能は弾薬の性能によって大きく左右される。このため、プレイヤーは多種多様な弾薬の中から自身の目的にとって適切なものを選定する必要がある。

また、銃器のカスタムパーツも多岐にわたって実装されており、それらを用いたさまざまなカスタマイズを可能とする、きわめて複雑なシステムが構築されている。そのため、実際の銃器同様に、バレルやストックだけでなく、ハンドガードやダストカバー、チャージングハンドルに至るまで、必要に応じて取り外し・変更することができる。また、フラッシュライトや照準器といった補助装置や、暗視用スコープなども、それらに対応する銃には取り付けられる。
さらに銃の耐久値により、銃の動作不良(ジャム)が発生する。また、銃を撃ち続けると銃身がオーバーヒートし、赤く発色するなどの要素もある。

### 戦闘システム
『Escape from Tarkov』では、キャラクターの各部位ごとにHPが設定されている。部位のHPが0になった場合、「破壊」状態となる。頭部および胸部が破壊されるとキャラクターは即座に死亡する。とりわけ頭部は、威力の低いハンドガンの弾であっても直撃すれば致命傷になりうるように、HPが低く設定されている。
腕部や脚部、腹部が破壊された場合には、その部位に応じたデバフ効果を受けることになる。破壊された各部位を治療するためには専用の手術キットが必要となり、治療中は移動も不可能となる。また、手術によって治療したあとも、最大HPが初期値より少ない状態となるため、その後の被弾によって再び破壊されやすくなってしまう。このため、プレイヤーは可能な限り被弾を避けて行動することが要求される。
キャラクターが装備することのできるアーマーは胸部と腹部を防護するものを中心として、腕部も覆うことができるものや、とくに防弾性に優れたものなど様々なものが実装されている。頭部や防護するヘルメットや、そこに顔を防護するバイザー・シールドを装備することもできる。こうした防具類はそれらの重さなどに応じて動きにくくなったり、視界が悪くなったりするものもある。
他にも、キャラクターの骨折や出血、脱水症状、空腹（これらはすべて個別に回復する必要がある）やそれらによって生じる痛みやめまい、そして薬物の副作用による視野狭窄まで反映されるヘルスシステムや、時間経過に伴う天候および昼夜による環境の変化などが実装されている。

## 設定
Tarkovは、架空の巨大複合企業体・TerraGroupの腐敗によって紛争状態に陥ったため、ロシア連邦軍（ゲーム内では「RUAF」と呼称される）と国際連合軍によって封鎖された。
紛争地域となったTarkovでは、TerraGroupが彼らの違法な活動を隠蔽するために雇ったPMCである「USEC」(「United Security」の略)、そしてロシア政府がTerraGroupに対する調査を行うために創設し契約したPMCである「BEAR」(「Battle Encounter Assault Regiment」の略)、そしてそのどちらに対しても敵対的な、地元住民によって構成された「Scavs」（「Scavengers」の略）と呼ばれる武装集団の3勢力が戦闘状態にある。
プレイヤーはTarkovに取り残された「PMC」(「USEC」または「BEAR」)として、金儲けや人命救助などのためにTarkovで活動する商人たちから請け負う仕事を通して、この紛争の裏に潜むTerraGroupの闇や紛争地域に生きる人々の実態に触れることになる。

## 開発状況
- クローズドα: 2016年12月28日公開。ゲームを予約していたプレイヤーの一部がアクセス権を得た[4]。
- クローズドβ: 2017年7月28日公開。ゲームを予約していたプレイヤー全員がプレイ可能となった[5]。
- Escape from Tarkov Arena　クローズドβ：2023年12月18日公開。Edge of Darkness 購入者に順次招待メールが配布された。[7]
- PvE Co-op モード：2024年4月25日公開。新規エディションThe Unheard Edition、Edge of Darkness Limited Edition(現在販売停止)の特典としてPvE Co-op モードが実装された。